# Erich Randt
Erich Randt (* 17. Mai 1887 in Neu Paleschken, Westpreußen; † 6. Mai 1948 in Berlin) war ein deutscher Archivar und Historiker.

## Beruflicher Werdegang
Nach dem Studium der Geschichte, Philologie und Jura an den Universitäten Breslau und Universität Königsberg absolvierte Randt von 1912 bis 1914 den Vorbereitungsdienst für den Archivdienst und begann seine archivarische Tätigkeit 1914 im Staatsarchiv Breslau. Zu Beginn des Ersten Weltkriegs trat er den Kriegsdienst an und geriet 1916 in britische Kriegsgefangenschaft. Nach der Entlassung aus dreijähriger Gefangenschaft ging er zu Beginn des Jahres 1920 an das Geheime Staatsarchiv nach Berlin und noch im selben Jahr wieder an das Staatsarchiv Breslau. 1930 übernahm Randt die Leitung des Staatsarchivs Stettin, von wo aus er 1935 als Direktor des Staatsarchivs wiederum nach Breslau wechselte.
Während des Zweiten Weltkrieges leitete er von 1939 bis 1944 als Staatsarchivdirektor das Archivwesen im Generalgouvernement in Krakau, wobei ihm zugutekam, dass er fließend Polnisch sprach. 1944 ging Randt erneut an das Preußische Geheime Staatsarchiv nach Berlin-Dahlem, das er als (letzter) Direktor leitete und wo er noch im April 1945 zum stellvertretenden Generaldirektor der Staatsarchive ernannt wurde.
Nach Kriegsende wurde er im Juni 1945 aus dem Archivdienst entlassen und zum Arbeitseinsatz als Bauarbeiter verpflichtet. Im April 1947 wurde er zum Beauftragten der polnischen Militärmission in Berlin für Archivfragen des Ostens ernannt und arbeitete eng mit dem Direktor des polnischen Zentralarchivs der Historischen Akten im Rahmen von dessen Restitutions-Mission zusammen.

## Wissenschaftliche Tätigkeit
Randt wurde 1912 an der Universität Königsberg mit einer Arbeit über die Mennoniten in Ostpreußen und Litauen summa cum laude promoviert. Als Direktor des Staatsarchivs Stettin war er Vorsitzender der Gesellschaft für pommersche Geschichte und Altertumskunde und Vorstandsmitglied der Historischen Kommission für Pommern. Bereits 1930 war er zum Ehrenmitglied des Vereins für Geschichte Schlesiens ernannt worden und nach Wiederaufnahme seiner Tätigkeit 1935 in Breslau wurde er Vorsitzender und Schriftleiter dieses Vereins. Weiterhin war er zweiter Vorsitzender der Historischen Kommission für Schlesien, Leiter der Archivberatungsstelle Gesamtschlesien und Leiter der Landesstelle Schlesien für Nachkriegsforschung.
Im Jahr 1938 wurde seine Arbeit „Die älteren Personenstandsregister Schlesiens“ vom Verein für Geschichte Schlesiens herausgegeben, die bis heute als Standardwerk über den damaligen Bestand an Kirchenbüchern Schlesiens gilt.
Er beteiligte sich aktiv an der Ostforschung. Seine Tätigkeit als Leiter des Archivwesens im besetzten Polen wird teilweise kritisch gesehen, da aus politischen Gründen archivfachliche Grundsätze (Provenienzprinzip) missachtet wurden. Im Februar 1947 hat ihm jedoch die Polnische Militärmission in Berlin bescheinigt, dass er sich in seiner Amtstätigkeit als Leiter der Archivverwaltung im Generalgouvernement von sachlichen und nicht von politisch-polizeilichen Gesichtspunkten leiten ließ. Im Rahmen seiner ihm daraufhin übertragenen Aufgaben für die Archivfragen des Ostens hat er den polnischen Archivaren erhebliche Hilfe geleistet bei der Suche nach den ausgelagerten Archivalien.

## Schriften
- Die Mennoniten in Ostpreußen. Dissertation, Königsberg 1912.
- Neue Quellen zur Kenntnis der nationalen Herkunft des oberschlesischen Adels. In: Aus Oberschlesiens Vergangenheit und Gegenwart. Heft 1, Gleiwitz 1922, S. 1–23.
- Regesten zur schlesischen Geschichte. Teil 6: 1338–1342. In: Codex diplomaticus Silesiae. Band 30, 1930.
- Grenzbeziehungen der schlesischen Piasten Herzog Heinrich I. und Herzog Heinrich II. mit Herzog Barnim I. von Pommern-Stettin und dem Bistum Kammin. In: Zeitschrift des Vereins für die Geschichte Schlesiens. Nr. 65, 1931, S. 183–204.
- Die neuere polnische Geschichtsforschung über die politischen Beziehungen West-Pommerns zu Polen im Zeitalter Kaiser Ottos des Großen. Danzig 1932.
- Grenzfragen im Osten. In: Jahresberichte für deutsche Geschichte. Nr. 8, 1932, S. 564–575.
- Karl Robert Klempin. In: Adolf Hofmeister, Erich Randt und Martin Wehrmann (Hrsg.): Pommersche Lebensbilder. Band I, Stettin 1934, S. 176–189.
- Die älteren Personenstandsregister Schlesiens. Görlitz 1938.
- Jahresbericht für 1935 und 1936. In: Zeitschrift des Vereins für die Geschichte Schlesiens. Nr. 71, 1938, S. 410–419.
- Zum Gedächtnis Herzog Heinrichs I. von Schlesien. In: Schlesische Heimat. Nr. 3, 1938, S. 91–96.
- Politische Geschichte Schlesiens bis zum Jahre 1327. In: Hermann Aubin (Hrsg.): Geschichte Schlesiens. Breslau 1938, S. 63–153.
- Jahresbericht für 1937 und 1938. In: Zeitschrift des Vereins für die Geschichte Schlesiens. Nr. 72, 1939, S. 359–367.
- Die Organisation der Archivpflege in Schlesien und die bisher damit gemachten Erfahrungen. In: Archivalische Zeitschrift. Nr. 45, 1939, S. 187–201.
- Schlesische Archivpflege 1935–1939. In: Schlesische Geschichtsblätter. 1939, S. 73–86.
- Aufbau der deutschen Archivverwaltung im Generalgouvernement. In: Mitteilungsblatt der Preußischen Archivverwaltung. Nr. 6, 1941, S. 125–139.
- Die Archive des Generalgouvernements. In: Die Burg. Vierteljahresschrift des Instituts für Deutsche Ostarbeit. Nr. 1, 1941, S. 25–55; ebd. Nr. 2, 1941, S. 51–91.
- Archivalische Quellen zur Geschichte des Deutschtums im Generalgouvernement. In: Deutscher Kampf im Osten. Schrifttums- und Dokumentenschau im Generalgouvernement. Krakau 1941, S. 12–17.
- Anlage der zeitgeschichtlichen Sammlungen bei den Staatsarchiven. In: Mitteilungsblatt der Preußischen Archivverwaltung. Nr. 7, 1942, S. 159–163.
- Rückblick über die bisherige Arbeit der deutschen Archivverwaltung im Generalgouvernement. In: Mitteilungsblatt der Preußischen Archivverwaltung. Band 8, Nr. 11, 1943, S. 165–174.